# Намата (дем Горуша)
 Тази статия е за селото в планината Синяк.  За селото в Тесалия вижте Намата (дем Килелер).  
На̀мата или Пипилища (произнасяно в най-близкия български говор Пипилишча, на гръцки: Νάματα, до 1928 Πιπιλίστα, Пипилиста) е село в Република Гърция, в дем Горуша (Войо), област Западна Македония.

## География
Намата е разположено на 1140 m надморска височина, над прохода между планините Мурик (Мурики) и Синяк (Синяцико). Отдалечено е на 10 km южно от Влашка Блаца (Власти), на 17 km северно от Ератира (Селица) и на 32 km северно от Сятища.

## История

### В Османската империя
В XIX век Пипилища е арумънско село в Населишка каза на Османската империя. Заедно със Сисани и Влашка Блаца оформя група влашки селища в Синяк. По произход населението на Пипилища е от Епир.
Александър Синве („Les Grecs de l’Empire Ottoman. Etude Statistique et Ethnographique“) в 1878 година пише, че в Пепилица (Pépilitza), Сисанийска епархия, живеят 300 гърци.
Според статистиката на Васил Кънчов („Македония. Етнография и статистика“) в 1900 година Пепелища и има 414 жители власи.
На Етнографската карта на Битолския вилает на Картографския институт в София от 1901 година Пепелища е чисто гръцко село в казата Населица на Серфидженския санджак с 69 къщи.
Според статистика на Серфидженския санджак на гръцкото консулство в Еласона от 1904 година в Пипилиста (Πιπιλίστα), Населишка каза, живеят 150 гърци елинофони християни.
По данни на секретаря на Българската екзархия Димитър Мишев („La Macédoine et sa Population Chrétienne“) в 1905 година в Пепелища (Pepelichta) има 552 българи патриаршисти гъркомани.

### В Гърция
През Балканската война в 1912 година в селото влизат гръцки части и след Междусъюзническата в 1913 година Пипилища остава в Гърция. Първото гръцко преброяване показна 446 жители. Преброяването от 1920 година показва 129 жители, но е правено през зимата, когато повечето скотовъдци от Пипилища зимуват със стадата си в Тесалия. В 1928 година името на селището е сменено на Намата.
Селото пострадва силно от Гражданската война в Гърция (1946 - 1949).
Населението традиционно се занимава със скотовъдство, а по-късно и със земеделие, производство на картофи.
| Година    | 1913 | 1920 | 1928 | 1940 | 1951 | 1961 | 1971 | 1981 | 1991 | 2001 | 2011 | 2021 |
| --------- | ---- | ---- | ---- | ---- | ---- | ---- | ---- | ---- | ---- | ---- | ---- | ---- |
| Население | 446  | 129  | 409  | 532  | 73   | 110  | 6    | 86   | 186  | 182  | 104  | 66   |

## Личности
Родени в Намата
- Григорий Папатомас (р. 1960), гръцки духовник
- Яначко Константинович (1844 - 1929), сръбски търговец, общественик и политик[11]
- Яни (Ян, Гено, Гени) Арберов (Арбер, Арпер) (1850 - след 1897), български опълченец, според други сведения роден в Кожани, на 29 април 1877 година постъпва в V рота на IV дружина на Българското опълчение, след заболяване на 25 юни е прикомандирован в III рота на III дружина, на 5 август 1877 година постъпва в I рота на II дружина, уволнен е на 3 юли 1878 година, след войната е оземлен в село Тестеджи, Провадийско, живее във Варна[12]